# Piotr Chrząstowski
Piotr Chrząstowski herbu Zadora (ur. ok. 1630 w Brzeziu, zm. 1686 w Szczepanowicach) – podstarości i sędzia grodzki sądecki w 1676, komornik graniczny krakowski w 1669, kaptur krakowski.
Był synem Stanisława, podsędka krakowskiego. Jako deputat podpisał pacta conventa Michała Korybuta Wiśniowieckiego w 1669 roku. Poseł województwa krakowskiego na sejm grodzieński 1678–1679 roku. Poseł sejmiku proszowickiego na sejm 1683 roku.
Miał syna Stanisława.